# Neidhart (Dresden)

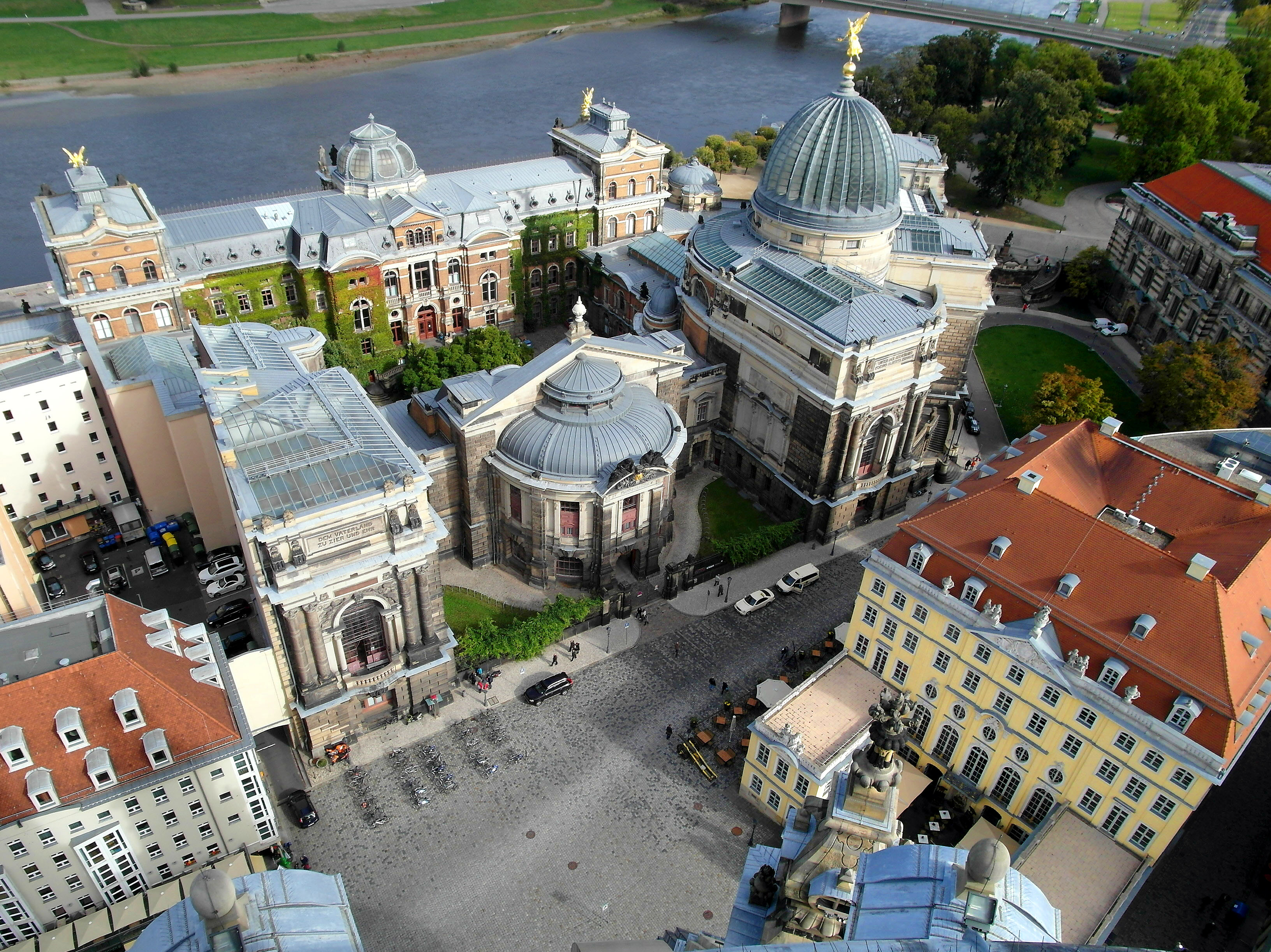
Situation von der Frauenkirche aus gesehen: Das Maternihospital befand sich zu Füßen der Kirche in der unteren Bildmitte, der Hafen von Nisan unter der Glaskuppel der Kunstakademie – er wurde 1590 aus der Festung verlegt, unterhalb der Carolabrücke am rechten oberen Bildrand. Die Hafenburg Neidhart lag im Raum zwischen Frauenkirche und Hafen.

Der Neidhart (auch Neithart) war ein befestigter Turm am ehemaligen Elbhafen von nisana (der späteren Siedlung an der Frauenkirche).

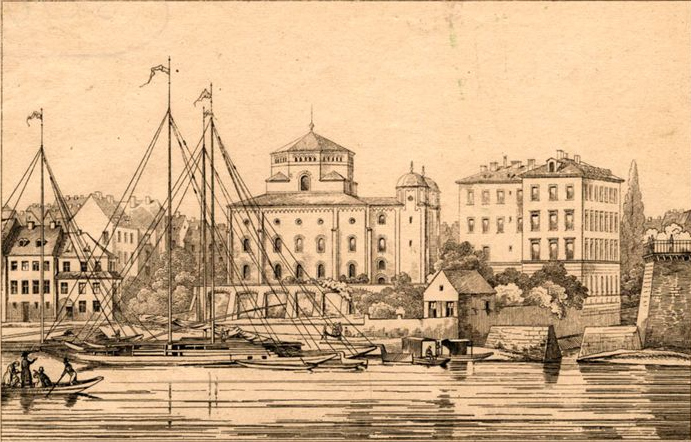
Der durch die Dresdner Befestigungsanlagen verlegte und verkleinerte ehemalige Hafen von Dresden, sog. Gondelhafen (Zustand zwischen 1840 und 1847).

Der Überlieferung nach soll der Neidhart bereits beim ersten Böhmenfeldzug Karls des Großen im Jahre 805 angelegt worden sein, als eine der drei fränkischen Heersäulen, aus Franken und Sachsen sowie Nördlichen Westslawen bestehend, von Norden aus nach Böhmen eindrang.
990 wurde der befestigte Hafen nisana (von Nisan) erstmals als böhmische Elbzollstation erwähnt. Dieser wird zeittypisch von einer Hochmotte geschützt worden sein, welche durch Umnutzung auf die karolingische Befestigung zurückgehen könnte.
1004 zog Heinrich II. eine Flotte auf der Elbe bei nisani (und bei Boritz) als Ablenkungsmanöver während eines Feldzuges gegen den polnischen König Bolesław I. Chrobry (den Tapferen) zusammen, welcher sich 1003 auch Böhmens bemächtigt hatte. Nach einer veralteten Ansicht einiger Historiker wurde der Neidhart erst anlässlich dieser Aktion erbaut oder neu erbaut, da nisani als Gau Nisan gedeutet wurde. In der neueren Forschung wird dieser Elbhafen mit Neußen (bei Belgern) identifiziert. Das Heer Heinrichs II. fiel dann aber über die Pässe nach Böhmen statt über die Elbe nach Polen ein, was leichter zu verhindern gewesen wäre.
Im September 1017 wurde die Burg Bresnice (Briesnitz) von den Truppen Heinrichs II. (des Heiligen) bei einem Polenfeldzug dem Erdboden gleichgemacht, alle Gefangenen wurden getötet, Kinder und Jugendliche versklavt. Die Akademie Nisan wurde danach von Bresnice an den Hafen von Nisan in den Schutz der Hafenburg verlegt.
Nach Reinhard Spehr entwickelte sich aus dem stark befestigten Turm die Patientenburg, das spätere Maternihospital, auch „Spital vor unserer Stadt Dresden bei unser lieben Frauen Kirchen“ genannt. Der versumpfte Hafen wurde später Neitharttümpel genannt, seine Reste fand man beim Bau der Kunstakademie 1886–1893.
Neidhart und Maternihospital blieben wie (fast) die gesamte präurbane Siedlung an der Frauenkirche mit dem elbsorbischen Dorf an der Frauenkirche nach der Gründung Dresdens (wahrscheinlich in den 1170er Jahren) vor der Stadtbefestigung. Reinhard Spehr sieht den Neidhart als einen Steinturm, der erst nach einem 1173 in Oberhermsdorf (heute zu Wilsdruff bei Dresden) abgehaltenen königlichen Hoftag gebaut wurde. Diese Annahme resultiert aus dessen These einer königlichen Gründung der Stadt.

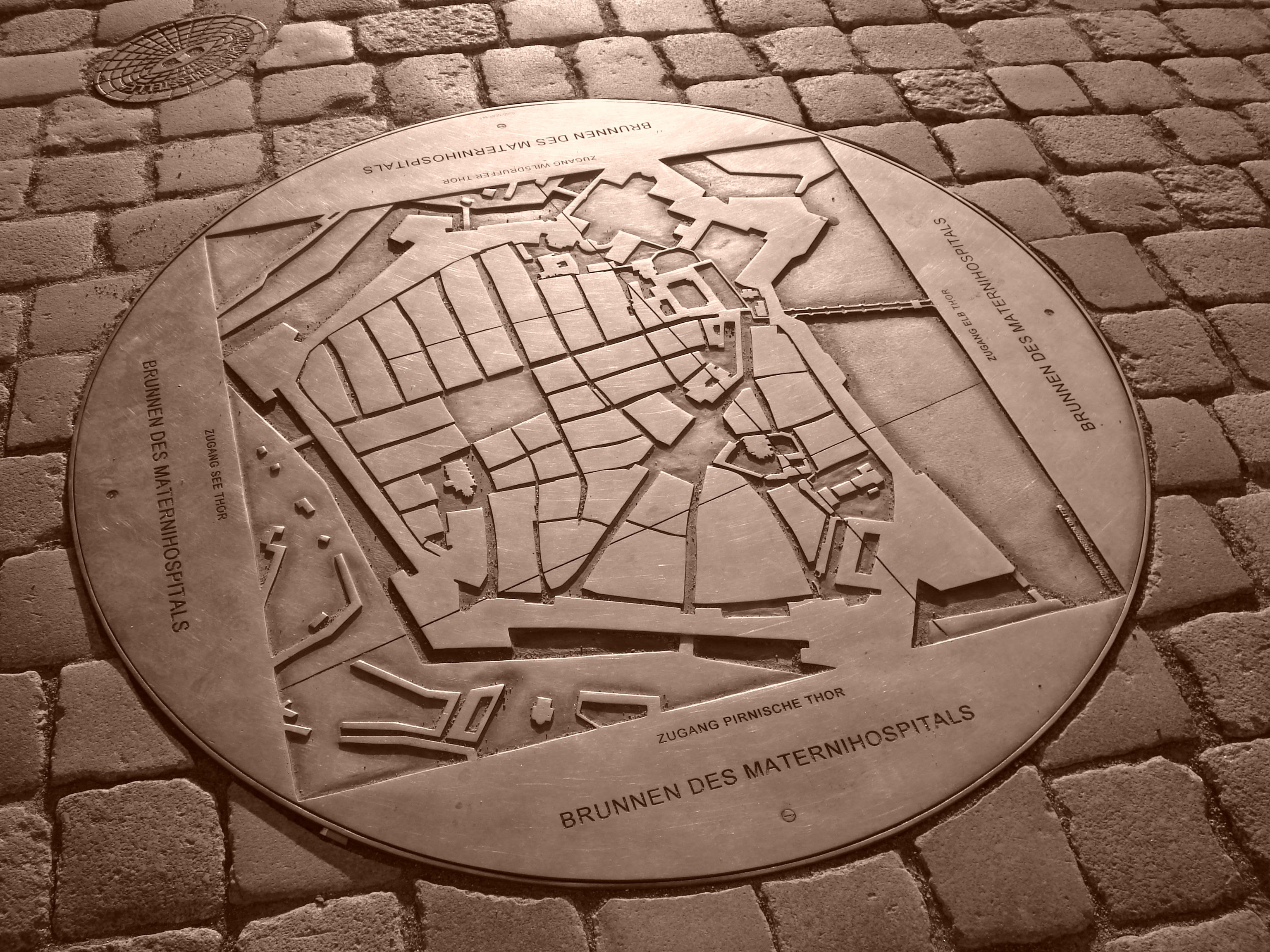
Brunnen des Maternihospitals vor der Frauenkirche

Bauliche Überreste des Neidharts sind nicht mehr vorhanden. Er ist deswegen noch nicht lokalisiert. Auch vom alten Maternihospital gibt es keine baulichen Überreste, sondern nur noch einige unterirdische archäologische Spuren. Lediglich eine metallene Abdeckung des ehemaligen Brunnens des Maternihospitals ist noch oberflächlich unweit der Frauenkirche zu sehen. Diese Abdeckung zeigt einen alten Stadtplan von Dresden aus der Zeit vor dem Bau der Bährschen Frauenkirche ab 1726. Deutlich zu erkennen ist darauf im Schnittpunkt zweier Linien das alte Maternihospital, welches an den Frauenkirchhof grenzt. Ebenso erkennbar ist der kleine Gondelhafen Dresden neben der Brühlschen Terrasse. Dieser entstand im Jahre 1590 durch die Verlegung des Hafens aus der Festung nach außerhalb. Das neue Maternihospital wurde bereits am 1. Juli 1838 am damaligen Freiberger Schlag (Ecke Ammon- und Freiberger Straße) eingeweiht.